# 克里斯·馬拉科夫斯基
克里斯·馬拉科夫斯基（英語：Chris Malachowsky，1959年5月2日—），是一位美國電氣工程師，图形晶片公司NVIDIA（輝達）的共同創辦人之一。
馬拉科夫斯基在新澤西州蒙茅斯縣海洋鎮奧克赫斯特區長大，並在1976年畢業於海洋鎮高中。他獲得了學士學位，於1983年獲得佛羅里達大學的電氣工程學士學位，隨後在同一年獲得佛羅里達大學的碩士學位。1986年，他獲得了聖克拉拉大學的博士學位。他於2008年獲得了聖克拉拉大學的傑出校友獎，並於2017年獲得了佛羅里達大學工程學院的傑出校友獎。
在其職業生涯早期，馬拉科夫斯基曾在惠普和昇陽電腦工作。他於1993年4月與克蒂斯·普里姆和黃仁勳共同創立了NVIDIA，並擔任工程和運營高級副總裁。